# Oldřich Hanč
Oldřich Hanč (22. března 1915 Plzeň – 2. prosince 1989 Praha) byl československý rychlobruslař, farmakolog a biochemik.

## Život
Narodil se 22. března 1915 v Plzni do rodiny Oldřicha Hanče, konstruktéra Škodových závodů, původem z Vysokého nad Jizerou, a jeho manželky Marie, rozené Naxerové, původem z Plas. Pokřtěn byl jmény Oldřich František. Jeho mladší bratr Jan Hanč byl spisovatelem.
Rychlobruslení se věnoval ve 30. letech 20. století, mimo jiné se v roce 1935 stal juniorským mistrem Československa. Společně s Jaromírem Turnovským se stal prvním českým/československým rychlobruslařem na zimních olympijských hrách. Na ZOH 1936 se zúčastnil tří závodů: na půlkilometrové dráze skončil na 32. místě, v závodě na 1500 m se umístil na 35. příčce a na distanci 5 km dobruslil do cíle na 34. pozici.
Po druhé světové válce pracoval v oblasti farmakologie a biochemie, což byly obory, které vystudoval. Zabýval se biosyntézou steroidů. V roce 1971 získal Hanušovu medaili.